# 2. polská armáda

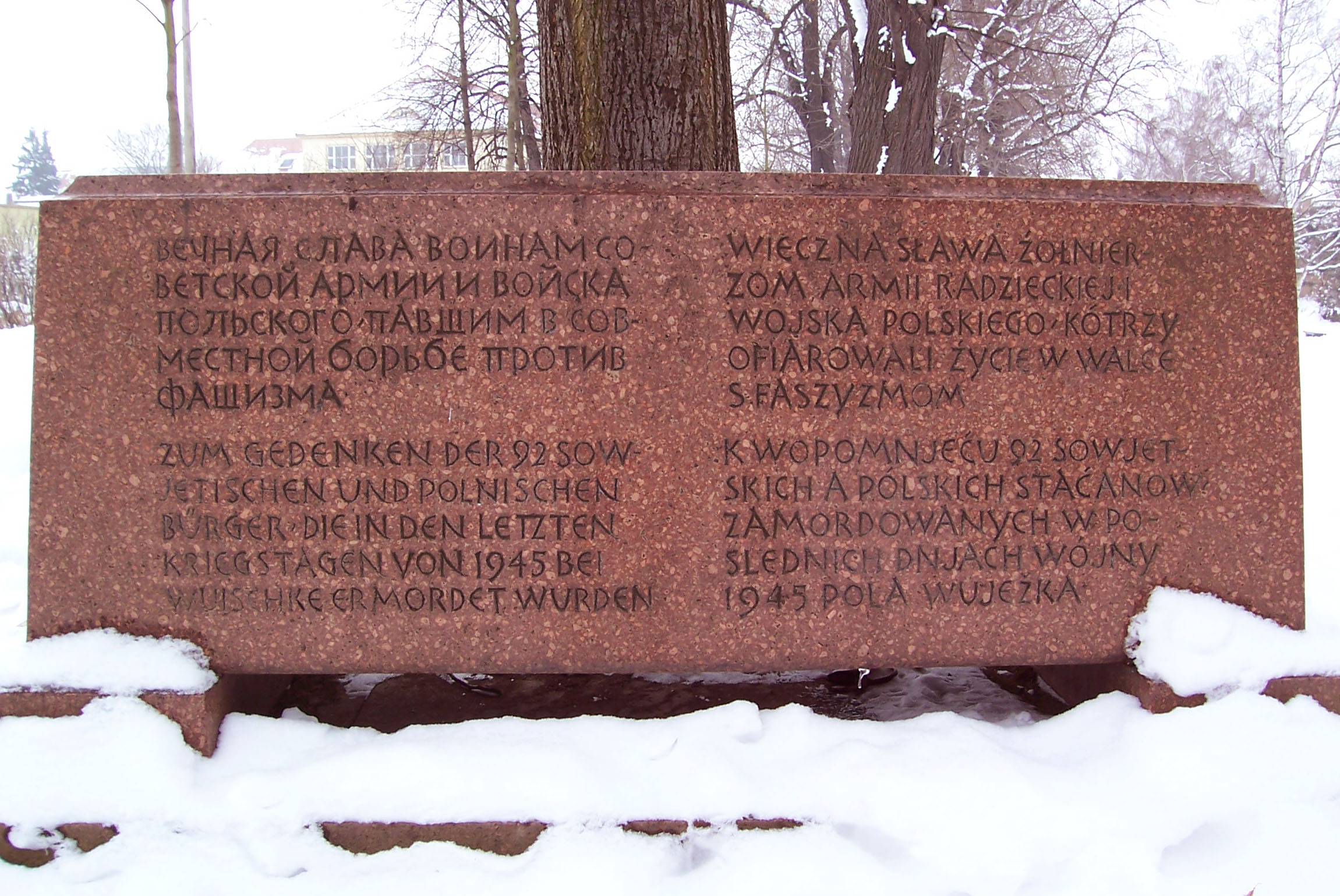
Pomník polským vojákům u Budyšíně

Druhá polská armáda, polsky Druga Armia Wojska Polskiego, bylo polské vojsko zformované za druhé světové války jakožto součást Polské lidové armády. V rámci sovětských sil podléhala nejprve velení 1. běloruského frontu, posléze 1. ukrajinského frontu. Zformována byla v srpnu 1944 polským generálem Karolem Świerczewskim a sovětským generálem Stanisławem Popławskim. Do bojů zasáhla prvně v lednu 1945. Utrpěla těžké ztráty v bitvě u Budyšína, která probíhala 22.-26. dubna 1945. Druhá polská armáda v této bitvě ztratila 18 232 bojovníků (mrtvých nebo ztracených v boji), což představovalo 22% celkového počtu vojáků této armády. Tyto ztráty z bitvy u Budyšína udělaly nejkrvavější a nejbolestnější bitvu v dějinách polské armády. Druhá polská armáda však byla důležitou součástí závěrečné sovětské ofenzivy v Evropě, sehrála mj. klíčovou úlohu při Berlínské operaci a při postupu na Prahu. Při bojích v Čechách osvobodila například středočeské město Mělník. Specifikou této armády bylo vyšší zastoupení Sovětů ve velitelském sboru (oproti 1. polské armádě). Po konci války byla druhá armáda přeskupena a působila v okolí Vratislavi. 17. května bylo její velení převedeno z 1. ukrajinského frontu na vrchní velitelství Polské lidové armády. Do srpna 1945 měla za úkol střežit novou polsko-německou hranici na Odře a Nise. 12. pěší divize střežila hranice v oblasti Štětína. Armáda byla rozpuštěna v srpnu 1945. Stala se základem Poznaňského vojenského okruhu.